# Mademoiselle Dumesnil
Pour les articles homonymes, voir Dumesnil.
Marie-Françoise Marchand, dite Mademoiselle Dumesnil, née à Paris le 2 janvier 1713 et morte à Paris le 20 février 1803, est une actrice française.

## Biographie
Née en 1713 à Paris sous le nom de Marie-Françoise Marchand, elle débute au Théâtre-Français le 6 août 1737 et est reçue le 8 octobre de la même année. Elle interprète souvent, dans la tragédie, les rôles de reines et de princesses, et est la rivale de Mlles Lecouvreur et Clairon. Elle excelle surtout dans les rôles de Mérope, de Clytemnestre, d'Athalie et d'Agrippine.
Interrogé après avoir vu jouer Mlle Dumesnil, l'acteur britannique David Garrick, en visite à Paris, répondit : « En la voyant, je n'ai pu songer à l'actrice ; c'est Agrippine, c'est Sémiramis, c'est Athalie que j'ai vues ! ».
Elle quitte le théâtre en 1776, et meurt en 1803, à Paris.
Le sculpteur Louis-Victor Bougron (1798-1886) est son arrière petit-fils.
On a publié sous son nom, en 1798 et 1823, des Mémoires rédigés sur ses notes, qui renferment des conseils utiles sur la déclamation.

## Théâtre

### Carrière à la Comédie-Française
- 1742 : Amour pour amour de Pierre-Claude Nivelle de La Chaussée : Assan, la fée
- 1752 : Les Héraclides de Jean-François Marmontel : Déjanire[3]
- 1764 : Olympie de Voltaire : Statira
- 1765 : Andromaque de Jean Racine : Hermione[4]
- 1765 : La Bergère des Alpes de Desfontaines-Lavallée : Mme de Fonrose
- 1765 : Le Philosophe sans le savoir de Michel-Jean Sedaine : Mme Vanderk
- 1765 : Phèdre de Jean Racine : Phèdre
- 1765 : Cinna de Pierre Corneille : Émilie
- 1765 : Mérope de Voltaire : Mérope
- 1765 : Le Joueur de Jean-François Regnard : Mme La Ressource
- 1766 : Guillaume Tell d'Antoine-Marin Lemierre : Cléofé
- 1766 : Iphigénie de Jean Racine : Clytemnestre
- 1766 : Britannicus de Jean Racine : Agrippine
- 1766 : Horace de Pierre Corneille : Sabine
- 1766 : Le Festin de pierre de Thomas Corneille d'après Molière : Pascale
- 1766 : Sémiramis de Voltaire : Sémiramis
- 1766 : Rodogune de Pierre Corneille : Cléopâtre
- 1766 : Héraclius de Pierre Corneille : Léontine
- 1767 : Le Comte d'Essex de Thomas Corneille : Élisabeth
- 1767 : Inès de Castro d'Antoine Houdar de La Motte : La reine
- 1767 : Athalie de Jean Racine : Athalie
- 1767 : Cosroès de Pierre-François Alexandre Lefèvre : Amestris
- 1767 : Turcaret ou le Financier d'Alain-René Lesage : Mme Jacob
- 1768 : Amélise de Jean-François Ducis : Amélise
- 1768 : Gustave Wasa d'Alexis Piron : Léonor
- 1769 : Hamlet de Jean-François Ducis d'après William Shakespeare : Gertrude
- 1770 : Iphigénie de Jean Racine : Clytemnestre
- 1771 : Les Amants sans le savoir de Claire-Marie Mazarelli de Saint-Chamond : la comtesse d'Aurai
- 1772 : Les Chérusques de Jean-Grégoire Bauvin : Adélinde
- 1773 : L'Assemblée d'Augustin-Théodore Lebeau de Schosne, suivi de L'Apothéose de Molière (ballet)
- 1774 : Adélaïde de Hongrie de Claude-Joseph Dorat : Margiste
- 1775 : Albert Ier d'Antoine Le Blanc de Guillet : Mme Lavrance

## Sources
- Base documentaire La Grange sur le site de la Comédie-Française (pièces et rôles joués)

Cet article comprend des extraits du Dictionnaire Bouillet. Il est possible de supprimer cette indication, si le texte reflète le savoir actuel sur ce thème, si les sources sont citées, s'il satisfait aux exigences linguistiques actuelles et s'il ne contient pas de propos qui vont à l'encontre des règles de neutralité de Wikipédia.